# Sergueï Revine
Sergueï Nikolaïevitch Revine (en russe : Сергей Николаевич Ревин) est un cosmonaute russe né le 12 janvier 1966 à Moscou.

## Biographie
Revine est désigné comme ingénieur de vol de la mission Soyouz TMA-04M qui a été lancée en mai 2012 en direction de la station spatiale internationale.

## Vols réalisés

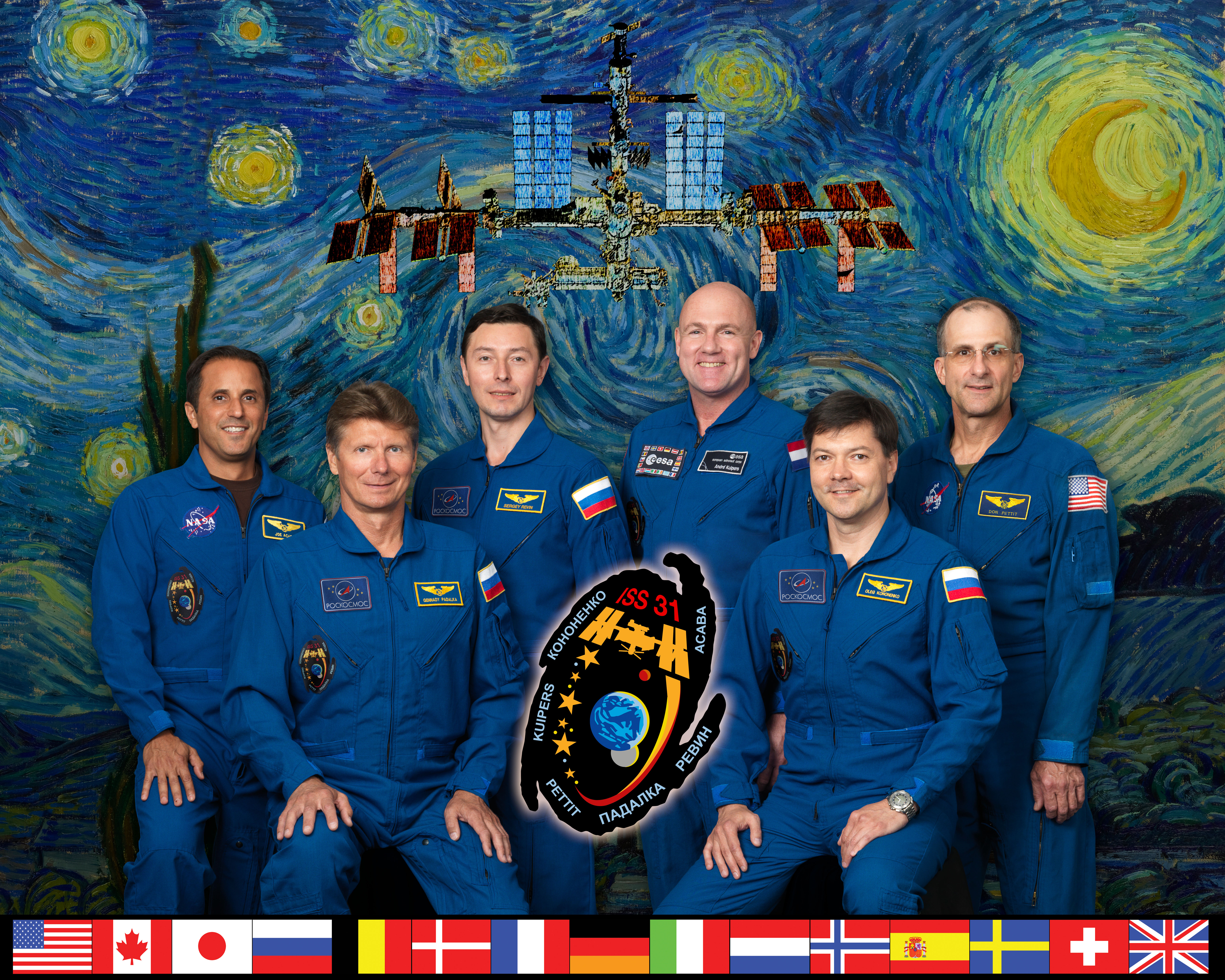
Portrait de l'équipage de l'expédition 31 sur l'ISS

Le 15 mai 2012 , Sergueï Revine s'envole à bord du vaisseau Soyouz TMA-04M, en direction de la station spatiale internationale, en tant que membre des missions Expédition 31 et Expédition 32. Il revient sur Terre le 17 septembre 2012.